# Beyond Sanctorum
Beyond Sanctorum drugi je studijski album Theriona, švedskog metal-sastava. Objavljen je u siječnju 1992. Ponovno ga je objavila 27. studenoga 2000. diskografska kuća Nuclear Blast kao dio boxseta The Early Chapters of Revelation. Sadrži remasterirane pjesme, i četiri bonus pjesme.

## Snimanje i produkcija
Sastav je potpisao ugovor s diskografskom kućom Active Records nakon što je ugovor s prethodnom diskografskom kućom Deaf Records potpisan samo za jedan album i odnosi između sastava i Deaf Recordsa nisu bili dobri. Therion je počeo snimanje drugog cjelovečernjog albuma u studiju Montezuma 1991. Prije početka snimanja, basist Erik Gustafsson odlučio je napustiti sastav kako bi se vratio kući u u SAD, ali je Therion nastavio kao trio s Peterom Hanssonom, Oskarom Forssom i Christoferom Johnssonom na bas gitari.

## Glazba, ostavština i tekstovi
Prema Christoferu Johnssonu, Beyond Sanctorum je vidio kako sastav istražuje "različite elemente", kao što je perzijska tradicionalna glazba i uključivanje čistog pjevanja – ženskog i muškog – koje prati povećano eksperimentiranje s klavijaturama.
Deathmetal.org bilježi aluzije na Celtic Frosta i Obituaryja i tehniku sličnu onoj Godflesha u slojevitosti melodija, pristup koji bi bio materijal za buduće sastave black metala i death metals. S albumom Beyond Sanctorum.
Tekstovi albuma odlaze u okultno i uvode Lovecraftovski utjecaj sa pjesmom "Cthulhu".

## Turneja
Nakon snimanja albuma, Therion je počeo održavati svoje prve nastupe u središnjoj Europi, uglavnom u Nizozemskoj i Belgiji, iako je sastav istovremeno naišao na nekoliko kadrovskih problema. Forss je odlučio napustiti sastav. Hansson je napustio sastav zbog zdravstvenih problema. Izvedbe su izvođene u novoj postavi. Piotr Wawrzeniuk, iz skupine Carbonized u kojem je svirao i Johnsson, preuzeo je dužnost bubnjara. Gitaru je preuzeo Magnus Barthelsson, Johnssonov stari školski prijatelj, dok je Andreas Wahl preuzeo bas.

## Popis pjesama
Tekstovi i glazba: Christofer Johnsson, osim gdje je navedeno drugačije. 
| 1. | »Future Consciousness« | 5:00 |
| 2. | »Pandemonic Outbreak«  | 4:22 |
| 3. | »Cthulhu«              | 6:12 |
| 4. | »Symphony of the Dead« | 6:49 |

| Strana B | Strana B                               | Strana B                | Strana B | Strana B | Strana B | Strana B | Strana B | Strana B | Strana B |
| Br.      | Skladba                                | Skladatelj              | Trajanje |          |          |          |          |          |          |
| -------- | -------------------------------------- | ----------------------- | -------- | -------- | -------- | -------- | -------- | -------- | -------- |
| 5.       | »Beyond Sanctorum«                     |                         | 2:36     |          |          |          |          |          |          |
| 6.       | »Enter the Depths of Eternal Darkness« |                         | 4:47     |          |          |          |          |          |          |
| 7.       | »Illusions of Life«                    |                         | 3:20     |          |          |          |          |          |          |
| 8.       | »The Way«                              | Johnsson, Peter Hansson | 11:06    |          |          |          |          |          |          |
| 9.       | »Paths«                                | Johnsson, Hansson       | 2:03     |          |          |          |          |          |          |
| 46:15    |                                        |                         |          |          |          |          |          |          |          |

| Bonus pjesme na reizdanju iz 2000. | Bonus pjesme na reizdanju iz 2000. | Bonus pjesme na reizdanju iz 2000. | Bonus pjesme na reizdanju iz 2000. | Bonus pjesme na reizdanju iz 2000. | Bonus pjesme na reizdanju iz 2000. | Bonus pjesme na reizdanju iz 2000. | Bonus pjesme na reizdanju iz 2000. | Bonus pjesme na reizdanju iz 2000. | Bonus pjesme na reizdanju iz 2000. |
| Br.                                | Skladba                            | Trajanje                           |                                    |                                    |                                    |                                    |                                    |                                    |                                    |
| ---------------------------------- | ---------------------------------- | ---------------------------------- | ---------------------------------- | ---------------------------------- | ---------------------------------- | ---------------------------------- | ---------------------------------- | ---------------------------------- | ---------------------------------- |
| 10.                                | »Tyrants of the Damned«            | 3:47                               |                                    |                                    |                                    |                                    |                                    |                                    |                                    |
| 11.                                | »Cthulhu« (demo)                   | 6:11                               |                                    |                                    |                                    |                                    |                                    |                                    |                                    |
| 12.                                | »Future Consciousness« (demo)      | 5:07                               |                                    |                                    |                                    |                                    |                                    |                                    |                                    |
| 13.                                | »Symphony of the Dead« (demo)      | 6:13                               |                                    |                                    |                                    |                                    |                                    |                                    |                                    |
| 14.                                | »Beyond Sanctorum« (demo)          | 2:30                               |                                    |                                    |                                    |                                    |                                    |                                    |                                    |
| 70:03                              |                                    |                                    |                                    |                                    |                                    |                                    |                                    |                                    |                                    |

## Recenzije
Deathmetal.org smatra Beyond Sanctorum kao klasik švedskog death metala ranih 1990-ih, nazivajući ga "beskrajno inventivnim" albumom koji "potiče fantaziju i razmišljanje".

## Zasluge
| Therion - Christofer – vokal, gitara, bas-gitara - Peter – gitara, bas-gitara, klavijature - Oskar – bubnjevi Dodatni glazbenici - Magnus Eklöv – solo-gitara (na pjesmama "Symphony of the Dead" i "Beyond Sanctorum") - Anna Granqvist – vokal (na pjesmama "Symphony of the Dead" i "Paths") - Fredrik Lundqvist – vokal (na pjesmama "Symphony of the Dead" i "Paths") | Ostalo osoblje - Kristian Wåhlin – naslovnica albuma - Rex – inženjer zvuka, produkcija - Mike Eriksson – umjetnički smjer, dizajn, fotografije |